# Simon de Bree
Simon David de Bree (Koudekerke, 14 april 1937 – Sittard, 25 juni 2019) was een Nederlands bestuurder. 
De Bree studeerde scheikunde aan de Technische Hogeschool Delft. Hij was vanaf 1986 lid en van 1994 tot 1999 voorzitter van de raad van bestuur van Koninklijke DSM NV. Hij werd opgevolgd door Peter Elverding.
Naast zijn functie bij DSM is De Bree ook commissaris geweest bij diverse bedrijven, waaronder Stork NV tussen 1990 en 10 maart 2006. Vanaf 2001 was dat als president-commissaris.
De Bree overleed in 2019 op 82-jarige leeftijd.